# 생방송 BGM 뉴스
생방송 BGM 뉴스는 KBS 1라디오에서 매일은 밤 11시 10분부터 밤 11시 55분까지 방송했던 심야 음악 시사 프로그램이다.

## 역사
2013년 4월 8일 《생방송 i뮤직》으로 방송을 시작해, 2013년 10월 28일에 "생방송 BGM 뉴스"로 제목을 변경하여 방송하다가, 2014년 4월 6일 방송을 마지막으로 1년만에 폐지되었다.

## 역대 진행자

### 생방송 i뮤직
- 2013년 4월 8일 ~ 2013년 10월 27일 : 이상호 아나운서

### 생방송 BGM 뉴스
- 2013년 10월 28일 ~ 2014년 4월 6일 : 가애란 아나운서

| KBS 1라디오 |                 | |
| 이전        | 생방송 BGM 뉴스 | 다음 |
| 문화 공감   | 생방송 BGM 뉴스 | 책 읽는 밤 (평일) 다큐멘터리 역사를 찾아서 (토요일) KBS 무대 (일요일) 라디오 시사고전 (재방송) (일요일) |
|             |                 | |
|             |                 | |